# The Intervention
Pour les articles homonymes, voir Intervention.
Pour plus de détails, voir Fiche technique et Distribution.
The Intervention est une comédie dramatique américaine écrite et réalisée par Clea DuVall et sorti en 2016.

## Fiche technique
- Titre : The Intervention
- Réalisation et scénario : Clea DuVall
- Budget : 450 000 $[1]
- Pays de production :  États-Unis
- Durée : 88 minutes
- Dates de sortie : 
  - États-Unis : 26 janvier 2016 (Festival du film de Sundance)
  - États-Unis 26 août 2016 (sortie limitée et vidéo à la demande)

## Distribution
- Alia Shawkat : Lola
- Cobie Smulders (VF : Valérie Nosrée) : Ruby
- Melanie Lynskey (VF : Edwige Lemoine) : Annie
- Natasha Lyonne (VF : Ingrid Donnadieu) : Sarah
- Clea DuVall (VF : Gaëlle Savary) : Jessie
- Jason Ritter (VF : Fabrice Fara) : Matt
- Ben Schwartz : Jack
- Vincent Piazza (VF : Mathieu Buscatto) : Peter
- Kira Pozehl : Stewardess
- Krista Mack : Airport Patron
- David Bernon (VF : Guillaume Bourboulon) : Rick
- Sam Slater : Car Rental Manager
- Merrik Foune : Airport patron
- Claire Weinstein : Airport Patron
- Melissa Lloyd-Wade : Airport Patron
- Debra Dee Phillips : Airport Patron

 Source et légende : version française (VF) sur RS Doublage